# El Chañar
Para la localidad de la provincia de Neuquén, vea San Patricio del Chañar.
El Chañar es una localidad ubicada en el Departamento Burruyacú, en el noreste de la provincia de Tucumán, Argentina.

## Población
Cuenta con 2,395 habitantes (Indec, 2010), lo que representa un incremento del 21% frente a los 1,974 habitantes (Indec, 2001) del censo anterior.
| Gráfica de evolución demográfica de El Chañar entre 1960 y 2010 |
|                                                                 |
| Fuentes: INDEC                                                  |

## Sismicidad
La sismicidad del área de Tucumán (centro norte de Argentina) es frecuente y de intensidad baja, y un silencio sísmico de terremotos medios a graves cada 30 años.
- Sismo de 1861: aunque dicha actividad geológica catastrófica, ocurre desde épocas prehistóricas, el terremoto del 20 de marzo de 1861 (163 años) con 12.000 muertes,[6] señaló un hito importante dentro de la historia de eventos sísmicos argentinos ya que fue el más fuerte registrado y documentado en el país. A partir del mismo la política de los sucesivos gobiernos del norte y de Cuyo han ido extremando cuidados y restringiendo los códigos de construcción.[5] Y con el terremoto de San Juan de 1944 del 15 de enero de 1944 (81 años) los gobiernos tomaron estado de la enorme gravedad crónica de sismos de la región.
- Sismo de 1931: de 6,3 de intensidad, el cual destruyó parte de sus edificaciones y abrió numerosas grietas en la zona[6][5]